# Édouard-Raymond Fabre

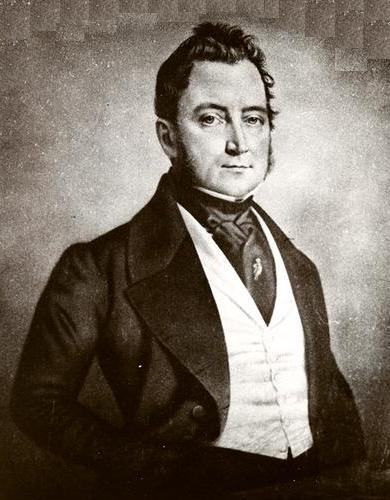
Édouard-Raymond Fabre

Édouard-Raymond Fabre (* 15. September 1799 in Montreal; † 16. Juli 1854 ebenda) war ein kanadischer Politiker, Buchhändler und Verleger. Von 1849 bis 1851 war er Bürgermeister der Stadt Montreal.

## Biografie
Der Sohn eines Zimmermanns erhielt seine Schulbildung am Petit Séminaire de Montréal. Als 14-Jähriger begann er im Warenhaus von Arthur Webster zu arbeiten und machte sich dort in den folgenden Jahren mit allen Bereichen der Geschäftsführung vertraut. 1822 ging er nach Paris, um in der renommierten Buchhandlung Galeries Bossange seine Kenntnisse zu vertiefen (Hector Bossange, der Sohn des Besitzers, hatte sechs Jahre zuvor Fabres Schwester Julie geheiratet). 1823 eröffnete Fabre an der Rue Notre-Dame in Montreal seine eigene Buchhandlung, die Librairie Française; von 1828 bis 1835 firmierte sie unter dem Namen Librairie Fabre et Perrault, als mit der Druckerei von Fabres Schwager Louis Perrault eine geschäftliche Kooperation bestand. Die Buchhandlung war bei Studenten und Lehrern beliebt, mit der Zeit auch beim katholischen Klerus.
Ab den späten 1820er Jahren unterstützte Fabre die Patriotes, die wirtschaftliche und demokratische Reformen anstrebten. Sein Laden diente als einer der Versammlungsorte dieser Bewegung. 1832 rettete er die den Patriotes nahestehende Zeitung La Minerve vor dem Konkurs, außerdem erwarb er die englischsprachige Zeitung Vindicator and Canadian Advertiser, die ebenfalls die Ideen der Reformer verbreitete. 1835 gehörte Fabre zu den Mitbegründern der Handelskammer Maison canadienne de commerce und der Banque du peuple. Mit diesen frankokanadisch ausgerichteten Institutionen sollte die fast monopolartige Vormachtstellung der englisch-schottischen Geschäftsleute gebrochen werden. Fabre war ein enger Freund von Louis-Joseph Papineau, einem der Anführer der Niederkanada-Rebellion von 1837. Während des Aufstands hielt er sich über ein Jahr lang versteckt; er wurde im Dezember 1838 verhaftet, aber einen Monat später aus Mangel an Beweisen freigelassen.
Fabre nutzte 1843 eine Geschäftsreise nach Paris, um seinen Freund Papineau zu besuchen, der dort im Exil weilte. Auch dank der Bemühungen Fabres wurden die Rebellen 1846 durch die Kolonialregierung begnadigt, woraufhin sie zurückkehren konnten. 1848 gelang Fabre die Wahl in den Stadtrat von Montreal, im selben Jahr wurde er zum Vorsitzenden der Finanzkommission ernannt. Dabei erwarb er sich einen derart guten Ruf, dass die Stadträte ihn 1849 zum Bürgermeister wählten; dieses Amt übte er bis Ende Februar 1851 aus. In den ersten Wochen seiner Amtszeit steckten aufgebrachte Konservative, die gegen finanzielle Entschädigungen für die Rebellen demonstrierten, das Parlament der Provinz Kanada in Brand. Die Unruhen konnten zwar rasch unter Kontrolle gebracht werden, Montreal verlor aber seinen Status als Hauptstadt der Provinz Kanada. Fabre restrukturierte die städtischen Finanzen und führte Maßnahmen zur Eindämmung der Cholera ein.
Fabre war seit 1826 mit Luce Perrault verheiratet, zusammen hatten sie elf Kinder. Zwei Söhne erlangten ebenfalls Prominenz, Hector Fabre als kanadischer Senator und Édouard-Charles Fabre als erster Erzbischof von Montreal. Tochter Hortense heiratete den einflussreichen Politiker George-Étienne Cartier.